# Martin Abena
Martin Achille Abena Biholong (Yaoundé, 14 giugno 1986) è un ex calciatore camerunese, di ruolo centrocampista.

## Carriera
Ha giocato nella massima serie dei campionati slovacco, greco e ceco.